# Boudewijn Cats

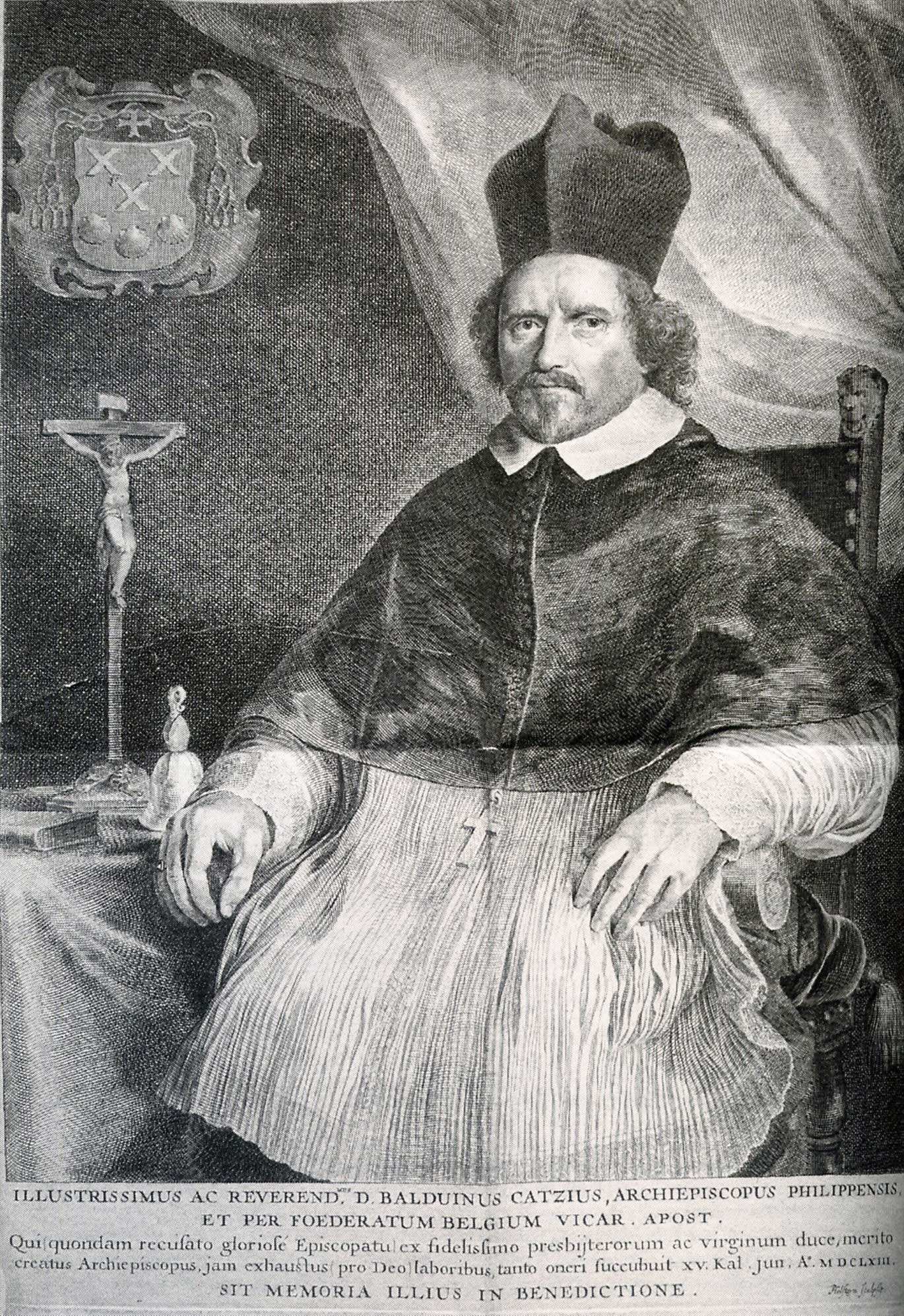
Boudewijn Cats, Stich von Pieter Holsteyn dem Jüngeren

Boudewijn Cats oder Catz (auch Balduin Cats oder Catzius; * 1601 in Gorinchem; † 18. Mai 1663 in Löwen) war ein römisch-katholischer Bischof.

## Leben
Cats frühe Ausbildung ist unbekannt. Er ging an die Universität Löwen. Dort erwarb er das Lizentiat in Theologie sowie den Magistergrad in den Freien Künsten. Er wurde zunächst Pfarrer in Spaarnwoude, dann 1637 Präsident des niederländischen Priesterseminars in Löwen. Nachdem sein Onkel Judocus Cats am 12. Januar 1641 verstarb, ging er als Priester nach Haarlem und wurde Rektor des dortigen Nonnenklosters.
Cats wurde am 2. April 1642 Kanoniker und am 10. September 1642 Dekan des Kapitels von Haarlem. Später wurde er Generalvikar des Bistums Haarlem. Von Jakobus de la Torre wurde er zum Vikar von Leeuwarden und Groningen sowie Erzpriester von Kennemerland ernannt. Nachdem bereits Cats mehrfach höhere Positionen und eine Ernennung zum Bischof in Aussicht hatte, verdankte er seine Ernennung einem glücklichen Umstand. Der niederländische Klerus nominierte Johannes von Neercassel als Nachfolger von de la Torre. In Rom wurde dieser jedoch als Anhänger des Jansenismus verdächtigt.
Cats wurde vom Papst am 31. Mai 1662 zum Apostolischen Vikar der niederländischen Mission sowie zum Titularerzbischof von Philippi ernannt. Am 17. September 1662 fand die Bischofsweihe in St. Pantleon in Köln statt. Die Wirren und der Konflikt um seine Ernennung überforderten ihn und trieben ihn in den Wahnsinn, weshalb er sich im April 1663 nach Löwen zurückzog und kurz darauf dort starb.